# Strázsa-hegyi Kanyargós-barlang
A Strázsa-hegyi Kanyargós-barlang a Duna–Ipoly Nemzeti Parkban lévő Pilis hegységben, a Nagy-Strázsa-hegyen található egyik barlang.

## Leírás
Esztergom-Kertváros városrészben, a Dorog mellett található Nagy-Strázsa-hegy (Strázsa-hegy) Ny-i oldalán helyezkedik el a barlang. A Strázsa-hegyi-barlangtól ÉNy-ra kb. 10 m-re, a nyeregbe vezető sziklavályú oldalában van a Strázsa-hegyi Kanyargós-barlang ovális bejárata. A 8 m hosszú barlang triász mészkőben létrejött oldott, szép szelvényű csőjárat, amely ugyanannak a kőzetrétegnek a mentén kanyarog. Az üreg felső része a felszín felől tömődött el, emiatt nem alkalmas további kutatásra. A barlangban montmilch és borsókő figyelhető meg. Az engedély nélkül megtekinthető barlang könnyen, barlangjáró alapfelszerelés használatával bejárható.

## Kutatástörténet
1997. május 29-én Regős József mérte fel a barlangot, majd 1997. június 1-jén a felmérés alapján Kraus Sándor szerkesztette meg a barlang alaprajz térképét és 2 keresztmetszet térképét. A három térképen 1:50 méretarányban van bemutatva a barlang. Az alaprajz térképen látható a 2 keresztmetszet elhelyezkedése a barlangban. 1997. május 29-én Kraus Sándor rajzolt helyszínrajzot, amelyen a Kis-Strázsa-hegy, Középső-Strázsa-hegy és Nagy-Strázsa-hegy barlangjainak földrajzi elhelyezkedése van ábrázolva. A rajzon látható a Kanyargós névvel jelölt Strázsa-hegyi Kanyargós-barlang földrajzi elhelyezkedése. Kraus Sándor 1997. évi beszámolójában az olvasható, hogy az 1997 előtt ismeretlen Strázsa-hegyi Kanyargós-barlangnak 1997-ben készült el a térképe. A jelentésbe bekerült az 1997-ben rajzolt helyszínrajz.